# Гуряк, Федор Андреевич
Федор Андреевич Гуряк (19 февраля 1963) — священник Русской Православной Церкви, протоиерей, кандидат богословия, преподаватель СПбПДА, настоятель Благовещенской церкви на Старой деревне. Под его руководством была церковь восстановлена в начале 2000-х годов и в 2012 году построена колокольня по проекту петербургского архитектора Рафаэля Даянова.

## Биография

### Развитие карьеры
В 1988 году Фёдор Андреевич закончил Санкт-Петербургскую духовную семинарию, в октябре 1989 года был рукоположен во дьякона.
Поступил в Санкт-Петербургскую православную духовную академию, 27 сентября 1991 года состоялась иерейская хиротония.
В 1992 году закончил обучение в академии, был клириком Николо-Богоявленского Морского собора. Защитил кандидатскую диссертацию «Антропологические взгляды в трудах профессора Казанской Духовной Академии Виктора Ивановича Несмелова (1863—1937)»
С мая 2002 года Феодор Гуряк сменил Иоанна Малинина на посту настоятеля Благовещенской церкви. Он активно участвует в восстановлении Благовещенской церкви, является её первым настоятелем после освящения в 2003 году.
Фёдор Гуряк преподаёт в СПбПДА литургику на 4 курсе бакалавриата; пастырское благословение на 4 курсе бакалавриата.
Он публикуется в профильных изданиях, таких как журналы «Вода живая», «Православие и мир», газета «Православный Санкт-Петербург» и другие.
Фёдор Гуряк активно участвует в работе академии, присутствует на заседаниях учебного совета академии, где происходит защита кандидатских и докторских диссертаций.
Его приглашают на наиболее ответственные службы на уровне митрополии, как ведущего специалиста в области литургики.

### Настоятель Благовещенской церкви
5 апреля 2003 года храм, где он был настоятелем, был вновь освящён Митрополитом Санкт-Петербургским и Ладожским Владимиром, ему сослужили благочинный Приморского округа протоиерей Ипполит Ковальский, настоятель Николо-Богоявленского Морского собора протоиерей Богдан Сойко и настоятель храма протоиерей Феодор Гуряк. На службе присутствовал губернатор Санкт-Петербурга Владимир Яковлев.
В проповеди митрополит Владимир отдельно поблагодарил благотворителей за реализацию проекта воссоздания храма.
Через два дня, в день Благовещения 7 апреля, митрополит Владимир снова возглавил литургию в этом храме.
На службе была полномочный представитель президента в Северо-западном федеральном округе Валентина Матвиенко, которая родилась в этот день.
В 2010 году губернатором Кемеровской области А. Г. Тулеевым был награждён медалью «За веру и добро», торжественное вручение состоялось 9 октября на престольном празднике учебного заведения.
В том же году Фёдор Гуряк был избран судьёй епархиального суда, другим судьёй стал настоятель Казанского собора Павел Красноцветов.
После того, как Федор Гуряк стал настоятелем, он искал пути восстановления колокольни церкви.
Проект воссоздания колокольни появился в 2006 году, по согласованию с КГИОП он представляет собой уменьшенную вдвое историческую колокольню.
Около шести лет ушло на согласование проекта с властными структурами, весной 2012 года он был одобрен и сразу же началось строительство.
Колокольня закончена в октябре того же 2012 года и освящена 9 декабря.
12 марта 2023 года в храме апостола и евангелиста Иоанна Богослова в сослужении академического духовенства в связи с 60-летием награжждён медалью святого апостола Иоанна Богослова II степени.